# دائرة دبلن لنقاد السينما
دائرة دبلن لنقاد السينما (بالإنجليزية: Dublin Film Critics' Circle) جمعية نقاد سينمائيين أيرلندية منذ عام 2006، كل عام، يمنح أعضاء الجمعية جوائزهم السنوية.

## شرائح الجوائز
شرائح الجوائز منذ 2006 إلى 2020 كما يلي:
أفضل فيلم
أفضل مخرج
أفضل فيلم أيرلندي
أفضل فيلم وثائقي
أفضل ممثل
أفضل ممثلة
أفضل سيناريو
أفضل تصوير سينمائي
جائزة التقدم المفاجئ

## وصلات خارجية
https://web.archive.org/web/20140413192628/http://dublinfilmcriticscircle.weebly.com/index.html دائرة دبلن لنقاد السينما